# Экономическая и социальная комиссия для Азии и Тихого океана
Экономическая и социальная комиссия для Азии и Тихого океана (ЭСКАТО) (англ. UN Economic and Social Commission for Asia and the Pacific (ESCAP), фр. Commission économique et sociale pour l'Asie et le Pacifique (CESAP), кит. 联合国亚洲及太平洋经济社会委员会 (ESCAP)) — одна из пяти региональных комиссий Экономического и Социального Совета ООН, расположенная в Бангкоке, Таиланд. 
Она была организована в 1947 году (тогда она называлась Экономическая комиссия для Азии и Дальнего востока — ЭКАДВ) для стимулирования экономического сотрудничества стран-участниц. Сменила название в 1974 году. Насчитывает 53 государства-члена и 9 ассоциативных членов, и подотчётна Экономическому и Социальному Совету ООН (ЭКОСОС). Кроме стран региона её членами являются Франция, Нидерланды, Великобритания и США. С 2018 года организацию возглавляет Армида Алисджабана (Индонезия). ЭСКАТО является самой крупной из пяти региональных комиссий ООН как по площади охвата, так и по населению региона.
Основной задачей ЭСКАТО является управление процессом глобализации в области экологически устойчивого развития, торговли и прав человека.

## Сфера деятельности
ЭСКАТО призвана преодолеть некоторые из самых больших проблем региона путём организации результато-ориентированных проектов, технической помощи и укрепления потенциала государств-членов в следующих областях:
- Макроэкономическая политика и развитие
- Торговля и инвестиции
- Транспорт
- Социальное развитие
- Окружающая среда и устойчивое развитие
- Информационно-коммуникационные технологии и уменьшение риска бедствий
- Статистика
- Субрегиональная деятельность в целях развития

## Государства-участники
- Австралия
- Азербайджан
- Армения
- Афганистан
- Бангладеш
- Бутан
- Бруней
- Вануату
- Великобритания
- Восточный Тимор
- Вьетнам
- Грузия
- Индия
- Индонезия
- Иран
- Казахстан
- Камбоджа
- Китайская Народная Республика
- Кирибати
- Корейская Народно-Демократическая Республика

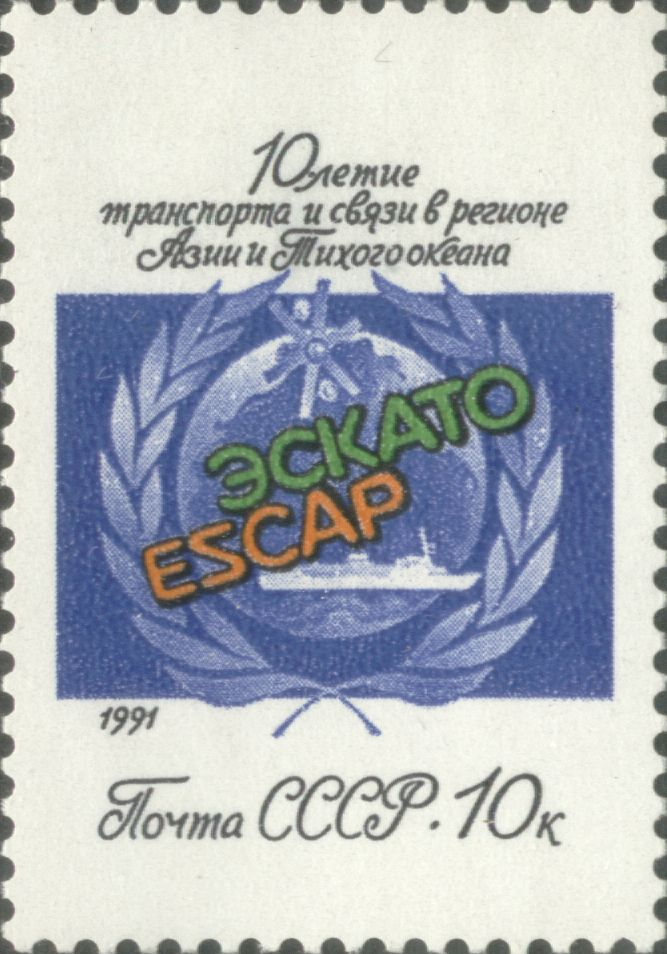
10-летие деятельности подразделения транспорта и связи ЭСКАТО в Тихом океане

- Киргизия
- Лаос
- Малайзия
- Мальдивы
- Маршалловы Острова
- Микронезия
- Монголия
- Мьянма
- Науру
- Непал
- Нидерланды
- Новая Зеландия
- Пакистан
- Палау
- Папуа — Новая Гвинея
- Республика Корея
- Россия
- Самоа
- Сингапур
- Соединённые Штаты Америки
- Соломоновы Острова
- Таджикистан
- Таиланд
- Тонга
- Тувалу
- Турция
- Туркменистан
- Узбекистан
- Фиджи
- Филиппины
- Франция
- Шри-Ланка
- Япония

## Ассоциативные члены
- Американское Самоа
- Гуам
- Гонконг
- Макао
- Новая Каледония
- Ниуэ
- Острова Кука
- Северные Марианские острова
- Французская Полинезия

## Расположение
- Конгресс-центр Организации Объединенных Наций, Бангкок, Таиланд (штаб-квартира)